# Pang Wei
Pour les articles homonymes, voir Pang (homonymie).
Dans ce nom chinois, le nom de famille, Pang, précède le nom personnel.
Pang Wei (庞伟), né le 19 juillet 1986 à Baoding (Hebei), est un tireur au pistolet chinois. Il a gagné une médaille d'or lors des Jeux olympiques d'été de 2008 à Pékin en pistolet à air à 10 mètres et deux médailles de bronze lors des Jeux olympiques d'été de 2016 à Rio de Janeiro et des Jeux olympiques d'été de 2020 à Tokyo.
Il est le mari de la tireuse sportive Du Li.

## Palmarès
- 2006 :
  - Championnats du monde - 1er pistolet à 10 m, 1er pistolet à 10 m par équipes ;
  - Jeux asiatiques - 1er pistolet à 10 m par équipes, 1er pistolet à 50 m par équipes ;
- 2007 : 
  - Finale de la coupe du monde - 3e pistolet à 10 m ;
  - National Intercity Games - 1er pistolet à 50 m ;
- 2008 : Jeux olympiques - 1er pistolet à 10 m ;
- 2010 : 
  - Championnats du monde - 2e pistolet à 50 m par équipes ;
  - Jeux asiatiques - 2e pistolet à 10 m par équipes, 2e pistolet à 50 m par équipes ;
- 2011 : Universiade - 1er pistolet à 50 m par équipes, 2e pistolet à 10 m et 2e pistolet à 10 m par équipes ;
- 2012 : Jeux olympiques - 4e pistolet à 10 m ;
- 2013 : Universiade - 1er pistolet à 50 m, 1er pistolet à 25 m standard, 2e pistolet à 10 m et 2e pistolet à 10 m par équipes, 3e pistolet à 50 m par équipes ;
- 2014 : 
  - Championnats du monde - 1er pistolet à 10 m par équipes, 1er pistolet à 50 m par équipes, 3e pistolet à 50 m ;
  - Jeux asiatiques - 1er pistolet à 50 m par équipes, 2e pistolet à 10 m, 2e pistolet à 10 m par équipes ;
- 2016 : Jeux olympiques - 3e pistolet à 10 m ;
- 2020 : Jeux olympiques - 3e pistolet à 10 m.